# Парные портреты Мартена Солманса и Опьен Коппит
Парные портреты Мартена Солманса и Опьен Коппит — пара свадебных портретов в полный рост работы голландского художника Рембрандта Харменса ван Рейна. Были написаны по случаю бракосочетания Мартена Солманса и Оопджен Коппит в 1634 году. Ранее принадлежавшие семье Ротшильдов, они стали совместной собственностью музея Лувр и Рейксмюсеума в 2015 году, после того как оба музея внесли половину стоимости в 160 миллионов евро, что стало рекордом для произведений Рембрандта.

## История создания
Портреты были написаны Рембрандтом по случаю свадьбы Мартена Солманса и Опьен Коппит в 1634 году. По словам Тако Диббитса, директора Рейксмюсеума, это был брак по любви, учитывая их совершенно разное семейное происхождение. Хотя картины были написаны по отдельности, портреты хранились вместе с момента их создания. В отличие от многих парных портретов XVII века, обе картины всегда висели рядом в различных коллекциях, находящихся в Амстердаме или Париже. Эти картины — единственные портреты Рембрандта, на которых фигуры изображены в натуральную величину, стоя и в полный рост (стиль, предназначенный для высшей европейской знати). Солманс заплатил за обе картины 500 гульденов. Регулярно появляясь в описях с момента создания, они составляют часть основного творчества Рембрандта, с которым сравниваются другие картины с более сомнительным происхождением. Изображённые на картине Мартен Солманс и его жена Опьен Коппит одеты так, как подобает паре богатых амстердамских молодожёнов. Хотя большинство представителей мира искусства согласны с тем, что эти картины должны остаться вместе, Франции не удалось оставить их в стране, так как Лувр не смог обеспечить необходимое финансирование, чтобы министерство культуры не выдало разрешение на вывоз. Картины не были объявлены национальным достоянием Франции.

## Описание

### Портрет Мартена Солманса
Мартен Солманс изображён в полный рост; в натуральную величину. На портрете ему около тридцати лет. Он виден почти в полный рост и идёт вправо по каменному полу, позади находится ступенька. На нём богатый костюм, состоящий из пальто, бриджей и короткого плаща из того же материала, широкого и плотно прилегающего кружевного воротника, гладких манжет, кружевных розочек на поясе и на туфлях, белых чулок с бантами из богатого кружева на подвязках. Широкополая чёрная шляпа закрывает его светлые волосы; у него пухлое и безбородое лицо. Правая рука под плащом лежит на бедре, в вытянутой левой руке — перчатка. Справа на заднем плане — голубовато-зелёный занавес.

### Портрет Опьен Коппит
Опьен Коппит изображена в полный рост; в натуральную величину. Ей около тридцати лет. Она идёт влево по вымощенной камнями дорожке и смотрит на зрителя. В правой руке на золотой цепочке она держит богатый веер из чёрных страусиных перьев; левой рукой, спускаясь со ступеньки, она слегка приподнимает свое красивое пятнистое платье из чёрного шелка с высоким лифом, на фоне которого рельефно выделяются широкий и плотно прилегающий кружевной воротник. На поясе и на туфлях — кружевные розетки. Волосы собраны сзади в чепец, от него вниз по спине ниспадает густая чёрная вуаль. У горла и на руках — несколько ниток жемчуга, в каждом ухе — по жемчужине. С кружевного воротника на тонкой цепочке свисает золотое кольцо. Справа на заднем плане — голубовато-зелёная занавеска.

## Идентификация натурщиков
Картины более века были известны как «Портрет Менеера Дэя» и «Портрет Меврув Дэй». Он и его жена, поженившиеся 9 июня 1633 г., были правильно идентифицированы только в XX веке. Путаница в именах возникла из-за того, что после смерти Мартена Опьен снова вышла замуж за капитана Мартена Пиетерса Дэя, и она пережила своего второго мужа. После её смерти картины остались в семье Дэй, и члены семьи решили, что портреты принадлежат Дайю и его первой жене.

## Продажа в 2016 году
Совместная покупка этих картин была совершена Рейксмюсеумом и Лувром 1 февраля 2016 года. Впервые за 60 лет обе картины были выставлены в Лувре 10 марта 2016 года до 13 июня, а затем ещё на 3 месяца в Рейксмузее, до их реставрации. По межправительственному соглашению обе картины будут храниться вместе, поочередно то в Лувре, то в Рейксмюсеуме в течение пяти лет, а затем в течение восьми лет. Таким образом, они не могут быть переданы другим учреждениям.

## Провенанс
Портреты находились во владении наследников изображённой на портретах пары вплоть до их продажи в 1877 году французскому банкиру Гюставу Самуэлю де Ротшильду. Были представлены на выставке только один раз, в Рейксмюсеуме в 1956 году к 350-летию со дня рождения художника. До продажи они висели в большом зале в коллекции Ван Луна, описанном Эженом Фромантеном в 1877 году с замечанием, что они являются примерами работ Рембрандта, созданными в его лучшие годы и написаны в тот же период, что и «Урок анатомии доктора Тульпа», традиционно знаменующий начало его карьеры в Амстердаме. Очевидно, что вычурность молодожёнов больше способствовала началу карьеры Рембрандта как портретиста амстердамской аристократии, чем его трезвое изображение класса серьёзных студентов в Лейдене. Вся коллекция Ван Луна была продана Ротшильду за 40 000 фунтов, что на тот момент составляло более миллиона франков.
Историк искусства Вильгельм фон Боде был настолько впечатлён, что включил обе картины в набор из 595 фотогравюр для своего восьмитомного трактата о Рембрандте 1898 года. Фроментин и Боде идентифицировали картины как портреты господина и госпожи Дэй, но именно амстердамский историк Изабелла Генриетта ван Эгхен кропотливо проследила их принадлежность к первоначальным описям и установила личности изображённых моделей.
Нынешнее совместное владение — новая договоренность между Лувром и Рейксмюсеумом, и пока неясно, впишется ли этот эксперимент по приобретению международного искусства в выставочные планы обоих учреждений. В отличие от многих дорогих картин, эти полотна не будут ограничены по месту нахождения, и ожидается, что они будут регулярно перемещатся. По словам Вима Пийбеса, директора Рейксмюсеума, картины не будут разделены, и каждый музей будет владеть 50 процентами каждой картины.

## Другие рекорды
Предыдущий рекорд для пары картин принадлежал двум работам Тициана — «Диана и Каллисто» и «Диана и Актеон», которые также висят рядом и сегодня находятся в совместном владении Лондонской национальной галереи и Национальной галереи Шотландии. Предыдущий рекорд покупки картины в Рейксмузеуме был установлен за «Мэра Делфта и его дочь» Яна Стина, за которую они заплатили 11,9 млн евро в июле 2004 года. Самый дорогой портрет Рембрандта, проданный до этих торгов, — «Портрет иностранного адмирала», проданный на аукционе Christie's в декабре 2009 года за 20 млн фунтов стерлингов.